# Palaeomolis gratiosa
Palaeomolis gratiosa là một loài bướm đêm thuộc phân họ Arctiinae, họ Erebidae.